# Gliniec (gromada)
Gliniec (planowana lecz nie zimplementowana nazwa: Janików) – dawna gromada, czyli najmniejsza jednostka podziału terytorialnego Polskiej Rzeczypospolitej Ludowej w latach 1954–1972.
Gromady, z gromadzkimi radami narodowymi (GRN) jako organami władzy najniższego stopnia na wsi, funkcjonowały od reformy reorganizującej administrację wiejską przeprowadzonej jesienią 1954 do momentu ich zniesienia z dniem 1 stycznia 1973, tym samym wypierając organizację gminną w latach 1954–1972.
Gromadę Gliniec z siedzibą GRN w Glińcu utworzono – jako jedną z 8759 gromad na obszarze Polski – w powiecie opoczyńskim w woj. kieleckim, na mocy uchwały nr 13g/54 WRN w Kielcach z dnia 29 września 1954. W skład jednostki weszły obszary dotychczasowych gromad Janików, Beźnik wieś, Beźnik kol., Brogowa, Gliniec i Klonowa ze zniesionej gminy Skrzyńsko w tymże powiecie. Dla gromady ustalono 21 członków gromadzkiej rady narodowej. Gromada powstała w miejsce planowanej gromady Janików z siedzibą w Janikowie.
1 stycznia 1956 gromada weszła w skład nowo utworzonego powiatu przysuskiego w tymże województwie.
1 stycznia 1969 do gromady Gliniec przyłączono wieś Więcierzowa Wola z gromady Sady w tymże powiecie.
Gromada przetrwała do końca 1972 roku, czyli do kolejnej reformy gminnej.